# Масларска кула
Масларската кула (на гръцки: Πύργος Αρέθουσας) е отбранително съоръжение край лъгадинското село Аретуса (Маслар), Гърция.

## Местоположение
Кулата е разположена в местността Болгос, на брега на река Нерища, югозападно от Аретуса, на ръба на паркче с параклис „Свети Христофор“.

## История
Кулата не се споменава в историческите източници. Морфологично принадлежи към група монашески кули от късновизантийския период в района, като Врастенската. Съответно най-вероятната датировка на кулата е втората половина на XIV век.

## Описание
От източната страна на кулата тече Нерища. От западната страна започва полето. От всички страни кулата е напълно неразличима, тъй като е запазена на ниска височина, а върхът е покрит с храсти.
Запазена е само източната страна на кулата, на ниска височина, с дължина под 9 m и дебелина на стената 1 m. Най-добре запазена част е югоизточният ѝ ъгъл на височина 3,5 m. В точката на ъгъла са запазени останки от две вертикални подпори с размери 0,85 m × 1,40 m (от южната страна) и 1,20 m × 1,40 m (от източната страна). Градежът на кулата се състои от различни по големина камъни, дялани и необработени, със свързващ хоросан между тях и балюстради. На базата на малкото останки се смята, че в първоначалния си вид кулата е била масивна и подобна на Врастенската.